# Neckarkreis
Der Neckarkreis war einer von vier Kreisen des Königreiches Württemberg. Er wurde 1818 gebildet und 1924 aufgelöst. Hauptstadt des Kreises war Ludwigsburg. Funktional ist er in etwa mit einem heutigen Regierungsbezirk zu vergleichen, nicht aber mit einem heutigen Landkreis.
Der Neckarkreis gliederte sich in folgende Oberämter, die ungefähr mit heutigen Landkreisen zu vergleichen sind:
| Oberamt         | Autokennzeichen | Bemerkungen    |
| --------------- | --------------- | -------------- |
| Stadt Stuttgart | III A           |                |
| Backnang        | III C           |                |
| Besigheim       | III C           |                |
| Böblingen       | III C           |                |
| Brackenheim     | III C           |                |
| Cannstatt       | III C           | 1923 aufgelöst |
| Esslingen       | III C           |                |
| Heilbronn       | III D           |                |
| Leonberg        | III D           |                |
| Ludwigsburg     | III D           |                |
| Marbach         | III D           |                |
| Maulbronn       | III D           |                |
| Neckarsulm      | III E           |                |
| Stuttgart (Amt) | III A           |                |
| Vaihingen       | III E           |                |
| Waiblingen      | III E           |                |
| Weinsberg       | III E           | 1926 aufgelöst |